# Rodolfo Ayup
Rodolfo Ayup Sifuentes (Matamoros, 31 dicembre 1926 – 9 dicembre 2010) è stato un cestista messicano.

## Carriera
Con il Messico ha disputato i Giochi panamericani di Buenos Aires 1951.